# Hans Bastian I. von Zehmen

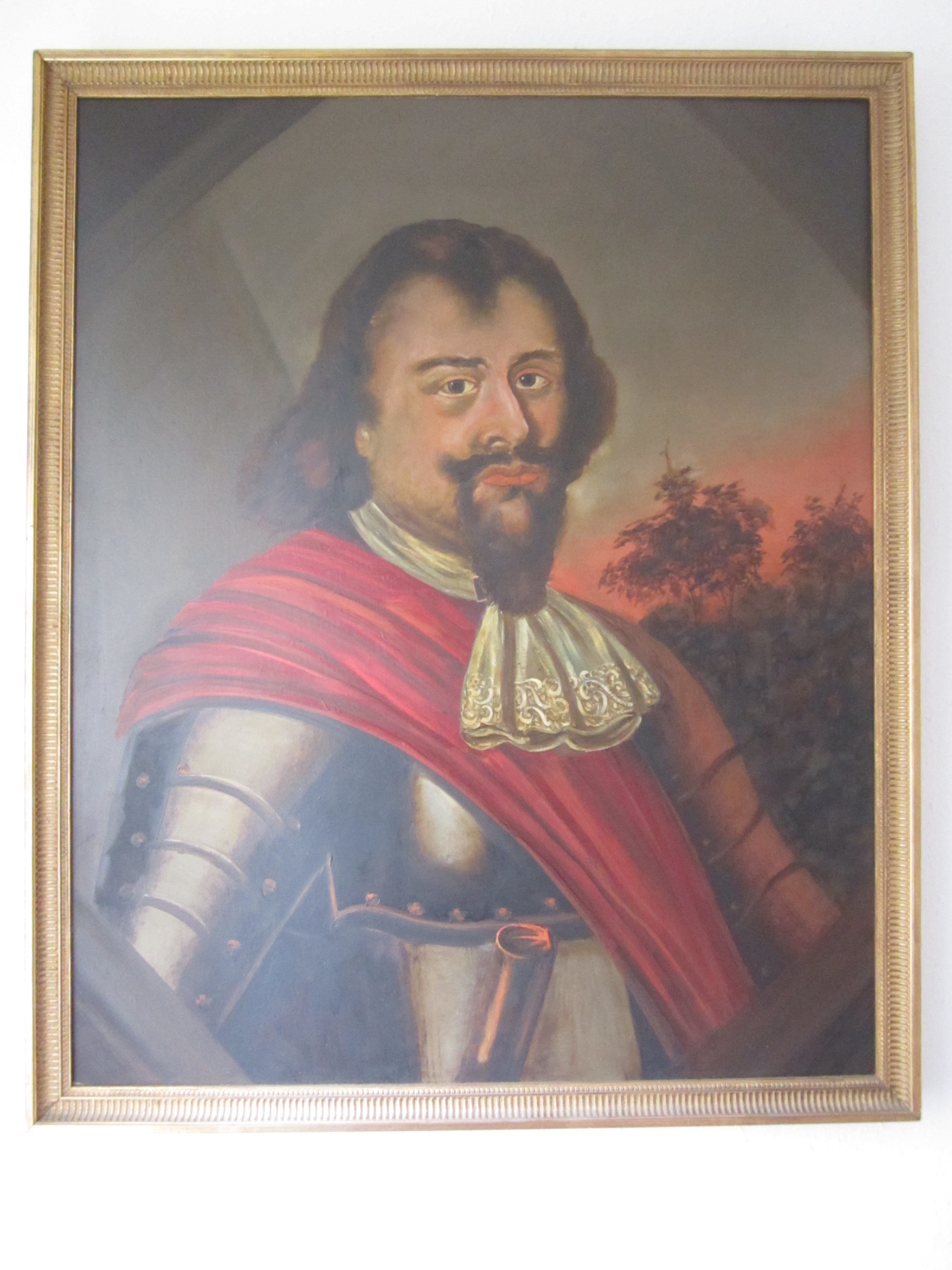
Kurfürstlicher Sächsischer Oberst

Hans Bastian I. von Zehmen (* 15. Juni 1598 auf Rittergut Neumühl; † 11. Juli 1638 in Magdeburg) war Oberst des Kursächsischen Leibregiments und Kommandant von Magdeburg.

## Leben und Wirken
Hans Bastian I. von Zehmen stammte aus dem meißnisch-sächsischen Geschlecht der von Zehmen mit dem gleichnamigen Stammhaus Zehmen bei Leipzig, nördlich von Böhlen in Sachsen.
Am 2. April 1623 trat Hans Bastian von Zehmen in Braunschweigisch-Lüneburgische Dienste als Kapitän unter Oberst Andreas Meyh. Nach dem unglücklichen Treffen  bei Stadtlohn am 4.–6. August, wo sein Bruder gefangen wurde, kam er am 3. September 1623 wieder heim und bezog sein Rittergut Neumühl. Er ging 1630 als Prinzenhofmeister nach Bayreuth, wo er 1631 eine Kompanie unter Oberst v. Muffel erhielt, dessen Regiment am 27. Juli 1631 als Leibregiment in Kursächsische Dienste des Kurfürsten Johann Georg I. kam. Nach der Schlacht bei Breitenfeld wurde er am 3. Juli 1632 Oberwachtmeister. Hans B. eroberte bei der Schlacht bei Lützen am 6. November 1632 eine Pappenheimsche Standarte, die bis 1945 im Dresdner Historischen Museum im Königlichen Johanneum hing. 1633 wurde er im Vitzthumschen Regiment Oberstleutnant und am 19. August 1635 zu Halle Oberst des Leibregiments. Im selben Jahr erhielt er das Kommando über drei Regimenter und 1636 über die Festung Magdeburg. Hier starb er am 11. Juli 1638 in einer Rauferei mit dem Oberst Christian Vitzthum von Eckstedt (siehe dessen Tagebuch in Magdeburg und die Leichenpredigt von Hans Bastian I. v.Z.). Hans Bastian ist auf dem Fürstenzug zu Dresden verewigt.

## Familie
Sein Vater war Moritz Bastian von Zehmen (1560–1628), Hofjunker bei Herzog Johann dem Frommen und Oberaufseher der Kurfürstlichen Flöße und Gehölze. Seine Mutter war Anna Schott (1567–1606). Er hatte mehrere Geschwister, unter anderem Moritz Friedrich, Anna Sophie, Andreas Adolph, Carl Heinrich und Sibylla Agnes. Am 21. Juni 1624 heiratete er in Neumühl Maria Salome von Bottfeld (1600–1670). Insgesamt hatte er 9 Kinder, unter anderem Katharine Sophie, Marie Salome, Hans Bastian II (Hof- und Justizrat, Hauptmann des Neustädter Kreis), Maria Barbara, Erdmann August und Helene Dorothea.